# Sulcarius laevipleuris
Sulcarius laevipleuris är en stekelart som beskrevs av Horstmann 1992. Sulcarius laevipleuris ingår i släktet Sulcarius och familjen brokparasitsteklar. Arten är reproducerande i Sverige. Inga underarter finns listade i Catalogue of Life.